# Oliver Hartmann
Oliver Hartmann (Rüsselsheim, Alemanha, 28 de Junho de 1970) é um vocalista, guitarrista e compositor alemão.

## Biografia
Começou sua carreira musical aos 10 anos, tendo sua primeira aula na guitarra acústica de seu tio. Influenciado pelo rock, formou sua primeira banda aos 13 anos e mais tarde se juntou às bandas de Hard Rock Merlin e Heat.
Ao se concentrar cada vez mais ao canto, Oliver entrou para uma banda cover de rock profissional como cantor e guitarrista, pela qual participou de muitas turnês pela Alemanha. Em 1995, depois de inúmeros projetos, se juntou a banda de rock progressivo Centers, que lançou dois álbuns ao longo dos próximos três anos. Durante esse período Oliver também trabalhou como cantor de estúdio profissional, fez comerciais tocando guitarra e compôs canções para famosas emissoras de radio e TV da Alemanha.
Em 1998, ao lado do guitarrista Olaf Lenk, formou a banda neoclássica/power metal At Vance, a qual teve grande destaque mundial. Lançou quatro álbuns com o At Vance, onde permaneceu até 2003, iniciando carreira solo em 2004.

## Discografia

### Solo
- 2005 - Oliver Hartmann - Out In The Cold
- 2007 - Oliver Hartmann - Home
- 2008 - Handmade
- 2009 - 3
- 2012 - Balance
- 2016 - Shadows and Silhouettes
- 2018 - Hartmann - Hands On The Wheel
- 2018 - Oliver Hartmann's Church - Dusk Meets Dawn

### At Vance
- 1999 - No Scape
- 2000 - Heart Of Steel
- 2001 - Dragonchaser
- 2002 - Only Human
- 2003 - The Evil In You
- 2005 - Chained
- 2007 - VII
- 2009 - Ride The Sky
- 2010 - Decade
- 2012 - Facing Your Enemy

### Empty Tremor
- The Alien Inside (2004)

### Avantasia
- The Metal Opera (2001)
- The Metal Opera Part II (2002)
- The Scarecrow (2008)
- The Wicked Symphony (2010)
- Angel of Babylon (2010)
- The Mystery of Time (2013)
- Ghostlights (2016)
- Moonglow (2019)

### Centers
- Centers (1997)
- Fortuneteller (1998)
- Early Works (2001)

### Outras aparições
- Edguy - Mandrake (2001)
- Genius (telessérie) - Episode I (2002)
- Rhapsody - Rain of a Thousand Flames (2002)
- Rhapsody - Power of the Dragonflame (2002)
- Squealer - Under the Cross (2002)
- Aina - Days of Rising Doom (2003)
- Freedom Call - The Circle of Life (2003)
- Freedom Call - Eternity (2003)
- Edguy - Hellfire Club (2004)
- Genius (telessérie) - Episode II: In Search Of The Little Prince (2004)
- Helloween - Keeper of the Seven Keys - The Legacy (2005)
- Edguy - Rocket Ride (2006)
- Lunatica - The Edge of Infinity (2006)
- Edguy - Tinnitus Sanctus (2008)
- Magic Kingdom - Metallic Tragedy (2004)
- Iron Mask - Hordes Of The Brave (2005)
- Heavenly - Carpe Diem (2009)
- Iron Mask - Shadow Of The Red Baron (2010)